# 仙夹镇
仙夹镇，是中华人民共和国福建省泉州市永春县下辖的一个乡镇级行政单位。

## 行政区划
仙夹镇下辖以下地区：
夹际村、东里村、德田村、美寨村、龙美村、龙水村、龙湖村和山后村。